# Parafia Najświętszej Maryi Panny z Guadalupe w Białymstoku
Parafia pw. Najświętszej Maryi Panny z Guadalupe w Białymstoku – rzymskokatolicka parafia  należąca do dekanatu Białystok-Starosielce, archidiecezji białostockiej, metropolii białostockiej.

## Historia parafii
Parafia została erygowana 27 czerwca 2005. Wydzielono ją z parafii św. Jadwigi Królowej i parafii św. Andrzeja Boboli. Pierwszym proboszczem został ks. kan. mgr Maciej Kozłowski.

## Kościół parafialny pw. Najświętszej Maryi Panny z Guadalupe
Tymczasową kaplicę, pełniącą funkcje kościoła parafialnego, wybudowano w latach 2007–2008. Ks. abp Edward Ozorowski poświęcił nowo wybudowana świątynię w dniu 3 września 2008 roku.
Dnia 22 listopada 2020 r. ogłoszono złożenie projektu świątyni do Urzędu Miejskiego i oczekiwanie na pozwolenie na jej budowę. Pozwolenie na budowę wydano 16 kwietnia 2021 r. Poświęcenie placu budowy, sprawowane przez ks. bp Henryka Ciereszko, Administratora Archidiecezji Białostockiej, ogłoszono na dzień 2 maja 2021 r.

## Duszpasterze
Proboszczowie
- ks. Maciej Kozłowski

Wikariusze
- ks. Grzegorz Bolesta
- ks. Andrzej Makaro[6]

Księża dawniej posługujący w parafii
- ks. Adam Siegieniewicz – 2006-2017
- ks. Adam Szczesiul – 2008-2013
- ks. Grzegorz Malewicz – 2013-2015
- ks. Marcin Józef Piętka-Murawski – 2015-2016
- ks. Krzysztof Chajter – 2016-2018
- ks. Adam Dawidowicz – 2017-2018
- ks. Wojciech Dziubiński – 2018-2020
- ks. Paweł Jan Kamiński – 2018-2021

## Obszar parafii
W granicach parafii znajdują się ulice w Białymstoku
- Aleja Niepodległości,
- Klonowa (parzyste),
- Konwaliowa,
- Lawendowa,
- Magnoliowa,
- Miodowa,
- Okrzei,
- Rybnika,
- Storczykowa,
- Szkolna (od ul. Klonowej w stronę ul. Wrocławskiej),
- Św. Andrzeja Boboli (od ul. Klonowej w stronę ul. Wrocławskiej)[8],
- Wiedeńska,
- Wrocławska (domki jednorodzinne),
- Zielonogórska (parzyste).